# Древнекитайская ритуальная утварь
Древнекитайская ритуальная утварь — в Китае эп. неолита и позднее: посуда, музыкальные инструменты, аксессуары, выступавшие признаком статуса их обладателя, известные по археологическим находкам и ранним описаниям. Использовались в религиозных и политических ритуалах, включавших в себя жертвоприношения силам природы и предкам, дворцовые застолья, гостевые ритуалы, похоронные и проч. обряды. Изготавливались из камня, глины, бронзы, пород ценного дерева, лака.
Небывалой высоты производство ритуальной утвари достигло в эпохи Шан-Чжоу. Сохранившиеся артефакты разделяется по следующим категориям: сосуды для варки, сосуды для еды, сосуды для вина, сосуды для воды, музыкальные инструменты, изделия из яшмы.
В книге церемоний и обрядов Ли цзи (禮記/礼记) ритуальной утвари был посвящён особый раздел (礼器篇).
Отличительной чертой использования бронзовой ритуальной утвари в эп. Чжоу было её соответствие рангу обладателя в количественном плане, т. н. система ледин 列鼎. Согласно археологическим данным, она утвердилась широко и сравнительно быстро ок. 850 года до н. э., вероятно в результате реформы, неизвестной по письменным историческим источникам. Система ледин была резко изменена вскоре после 600 года до н. э., после которого её следы прослеживаются только в захоронениях высшего социального класса. Отличительной чертой системы было регулированное использование сосудов дин и гуй 簋, где количество вторых всегда было на одну единицу меньше, чем первых.
К концу эп. Чжоу система производства ритуальной утвари приходит в упадок. В погребениях предметы обихода зачастую подменяются моделями, не предназначенными для пользования живых. Хотя следование классическим ритуальным нормам сохраняется в имперский период, ритуальная утварь уже не является всеобъемлющим материальным выражением китайской цивилизации.